# 96506 Oberösterreich
96506 Oberösterreich è un asteroide della fascia principale. Scoperto nel 1998, presenta un'orbita caratterizzata da un semiasse maggiore pari a 2,6275350 UA e da un'eccentricità di 0,1628727, inclinata di 16,11595° rispetto all'eclittica.